# Estació de Novelda-Asp
Novelda-Asp és una estació ferroviària situada al municipi valencià de Novelda (prop d'Asp) a la comarca del Vinalopó Mitjà, entre el Montagut i la Teulera. Disposa de serveis de Mitjana Distància.

## Situació ferroviària
L'estació es troba al punt quilomètric 424,5 de la línia fèrria d'ample ibèric La Encina-Alacant a 288,30 metres d'altitud, entre les estacions d'Elda-Petrer i de Sant Vicent Centre. El tram és de via única i està electrificat.

## Història
Els antecedents de l'arribada del ferrocarril a Novelda se situen en els desitjos de connectar Madrid amb Alacant prenent com a punt de partida la línia Madrid-Aranjuez i la seua prolongació fins a Albacete via Alcázar de San Juan per part de la Companyia del Camí de Ferro de Madrid a Aranjuez que tenia José de Salamanca com el seu principal impulsor. L'1 de juliol de 1856, José de Salamanca, que s'havia unit amb la família Rothschild i amb la companyia du Chemin de Fer du Grand Central van obtindre la concessió de la línia Madrid-Saragossa que, unida a la concessió entre Madrid i Alacant, donaria lloc al naixement de la Companyia dels Ferrocarrils de Madrid a Saragossa i Alacant o MSA. Aquesta última va ser l'encarregada d'inaugurar l'estació el 26 de maig de 1858 amb l'obertura del tram Almansa-Alacant. El viatge inaugural va ser presidit per Isabel II. Malgrat això, segons consta en els documents oficials de la companyia i en les memòries de les obres públiques, la posada efectiva en servei es va realitzar un poc abans, el 15 de març de 1858. Inicialment l'estació es anomenada simplement Novelda. En 1941, la nacionalització de ferrocarril a Espanya va suposar la integració de MSA en l'acabada de crear RENFE.
Des del 31 de desembre de 2004, Renfe Operadora explota la línia, mentre que Adif és la titular de les instal·lacions ferroviàries.

## L'estació
Se situa al nord del nucli urbà. L'edifici per a viatgers és una estructura de base rectangular de dues plantes amb dues ales laterals. Respon així a l'esquema usat per MSA en el disseny de les estacions de segona categoria del present tram. La senzillesa i sobrietat del disseny només es veu alterada per cinc grans obertures (tres en cada annex) realitzats amb arcs de mig punt que serveixen d'accés principal al recinte. La resta dels buits que apareixen en la façana són allindanats o d'arc rebaixat. Les sigles de la companyia que va veure nàixer l'edifici encara són visibles en els frisos situats en els laterals. Com és habitual en les estacions passants, té disposició lateral a les vies.

## Serveis ferroviaris

### Rodalies
Els serveis de Rodalies de Renfe són entre Alacant i Villena.

### Mitjana Distància
Els serveis de Mitjana Distància de Renfe tenen com a principals destinacions les ciutats d'Alacant, València i Múrcia.
| Línia MD | Trens                       | Origen/Destinació |  | Destinació/Origen         |
| -------- | --------------------------- | ----------------- |  | ------------------------- |
| 44       | MD Regional Regional Exprés | València          |  | Múrcia del Carmen Alacant |